# Derisa atratula
Derisa atratula är en insektsart som beskrevs av Melichar 1902. Derisa atratula ingår i släktet Derisa och familjen Flatidae. Inga underarter finns listade i Catalogue of Life.